# Ананко Костянтин Павлович
Костянтин Павлович Ананко (нар. 21 травня 1903, село Басань, тепер Пологівського району Запорізької області — ?) — український радянський діяч, голова Ізмаїльського облвиконкому. Депутат Верховної Ради УРСР 2-го скликання.

## Життєпис
Народився в родині селянина-бідняка. До 1921 року працював у господарстві батька, вчився у сільській школі.
У 1921—1925 роках — секретар волосного комітету селян-незаможників; заступник голови виконавчого комітету Петропавлівської районної ради Катеринославської губернії.
У жовтні 1925—1927 роках — у Червоній армії.
Член ВКП(б) з 1926 року.
З 1927 року навчався на робітничому факультеті, потім — в електротехнічному інституті. Працював редактором Золочівської районної газети Харківської області.
У 1935—1939 роках — директор школи; заступник завідувача Харківського міського відділу народної освіти.
У 1939—1944 роках — секретар виконавчого комітету Харківської обласної ради депутатів трудящих. Одночасно, навчався у Харківському педагогічному інституті, який закінчив 1941 року.
Під час німецько-радянської війни виконував спеціальні завдання ЦК ВКП(б) і ЦК КП(б)У.
У 1944—1945 роках — заступник голови виконавчого комітету Харківської обласної ради депутатів трудящих.
У квітні 1945 — січні 1949 року — голова виконавчого комітету Ізмаїльської обласної ради депутатів трудящих.
На 1950 рік — завідувач Одеського обласного відділу культурно-освітніх установ. Потім — начальник Одеського обласного управління культури.

## Звання
- майор

## Нагороди
- орден Леніна (23.01.1948)
- орден Червоної Зірки (28.08.1944)
- орден «Знак Пошани»
- ордени
- медаль «За перемогу над Німеччиною у Великій Вітчизняній війні 1941—1945 рр.»
- медалі